# Tomentella ferruginella
Tomentella ferruginella är en svampart som först beskrevs av Bourdot & Galzin, och fick sitt nu gällande namn av Svrcek 1958. Tomentella ferruginella ingår i släktet Tomentella och familjen Thelephoraceae.   Inga underarter finns listade i Catalogue of Life.